# サムライ・デル・ソル
サムライ・デル・ソル（Samuray del Sol）のリングネームで知られるエマニュエル・ロドリゲス（Emanuel Alejandro Rodriguez、1986年11月14日 - ）は、アメリカ合衆国の男性プロレスラー（覆面レスラー）。イリノイ州シカゴ出身。

## 来歴

### インディー団体
2006年、地元シカゴを拠点とする団体であるWCPW（Windy City Pro Wrestling）のレスリングスクールにてトレーニングを開始し、同年にプロレスラーデビューを果たす。デビュー後しばらくはAAW（AAW : Professional Wrestling Redefined）やVWAA（Vanguard Wrestling All-Star Alliance）、DREAMWAVEといったアメリカ中西部を拠点とするインディー団体に参戦。
2011年4月、自身がルチャドールということもあり、技に磨きをかけるためにメキシコへ武者修行に出向き、クレイジー・ボーイが主宰するメキシコのインディー団体であるDTU（Desastre Total Ultraviolento）を始めとしたIWL（International Wrestling League）、ERLL（Empresa Regiomontana de Lucha Libre）といったインディー団体に、そして12月にはメジャー団体であるAAAに参戦した。

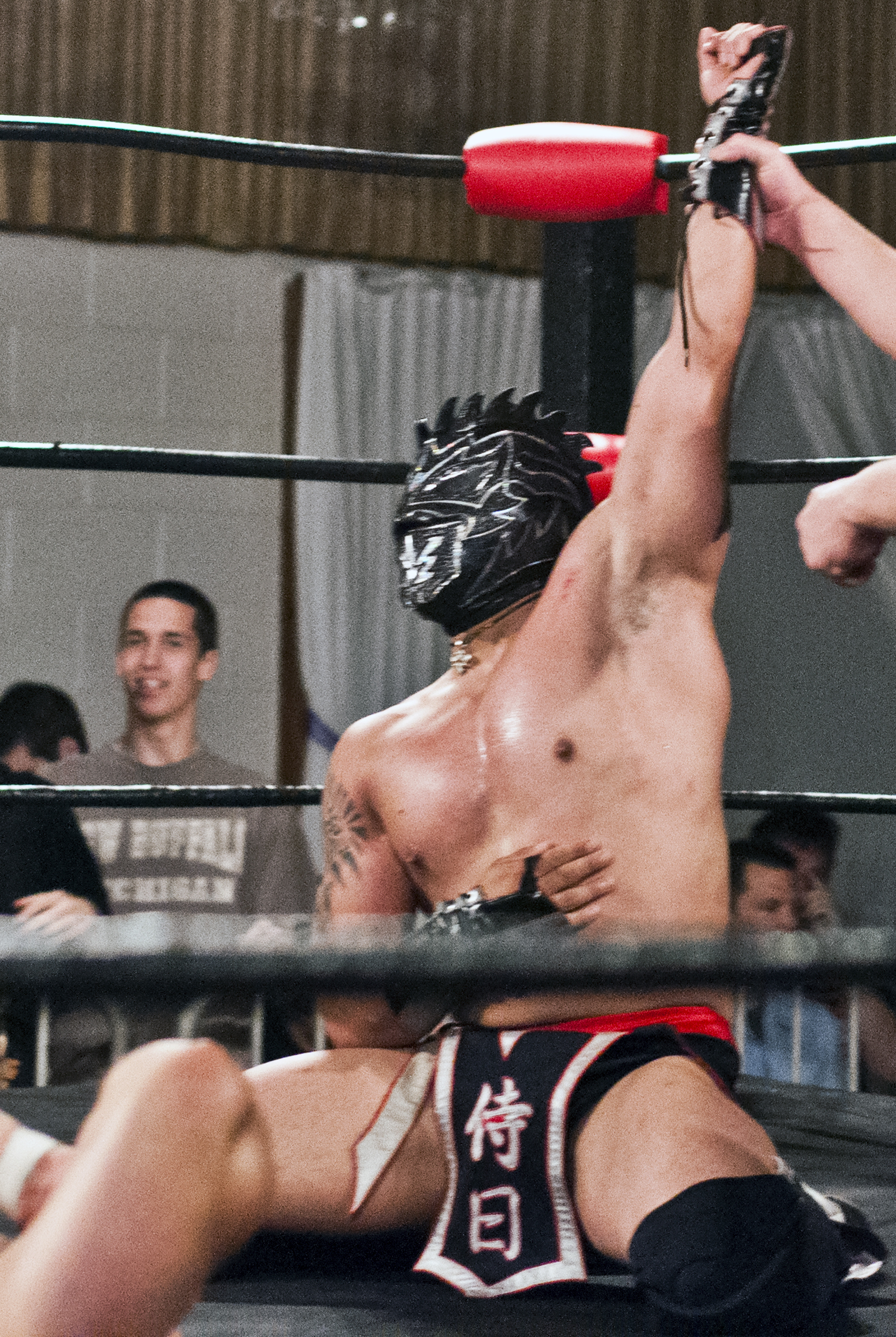
2012年5月

2012年2月4日、CZWにてARフォックスとの対戦で好評を得たことからスポット参戦するようになり、3月10日にはBest Of The Best 11への出場権を懸けたイリミネーションタッグマッチでウーハー・ネイションと組んで出場。勝利してBest Of The Best 11への出場権を手にする。3月29日、CZWとDRAGON GATE USAの共同主催によるイベント、CZW/DGUSA Heatにて吉野正人として対戦して勝利し、DRAGON GATE USAへもスポット参戦をするようになる。4月14日のBest Of The Best 11では準決勝でARフォックスと対戦するが敗戦。6月1日のPWS（Pro Wrestling Syndicate）ではミル・マスカラスと対戦している。11月15日、AAAにて出場機会はなかったもののルードに襲撃されたオクタゴンを救出した際にマスクを渡され、オクタゴン・ジュニア（Octagón Jr.）になるよう要請され、サムライもこれに快諾した。

### WWE

#### NXT
2013年5月、WWEとディベロップメント契約を交わし入団。WWEが新設した新人育成施設であるWWEパフォーマンスセンターでトレーニングを開始。8月29日、リングネームをカリスト（Kalisto）へと変更し、NXTへ昇格。9月20日、オーランドで行われたNXT Liveにてデビューし、バロン・コービンと対戦して勝利。同月21日、コービンと再戦するも返り討ちにした。
2014年4月24日、NXTに初登場。エル・ローカルと組んで出場。ザ・リージョナーズ（シルベスター・ルフォー & マーカス・ルイス）を相手に勝利した。5月29日、TakeoverにてNXTタッグ王座を保持するジ・アセンション（コナー & ビクター）に挑戦するが敗戦し、奪取するに至らなかった。

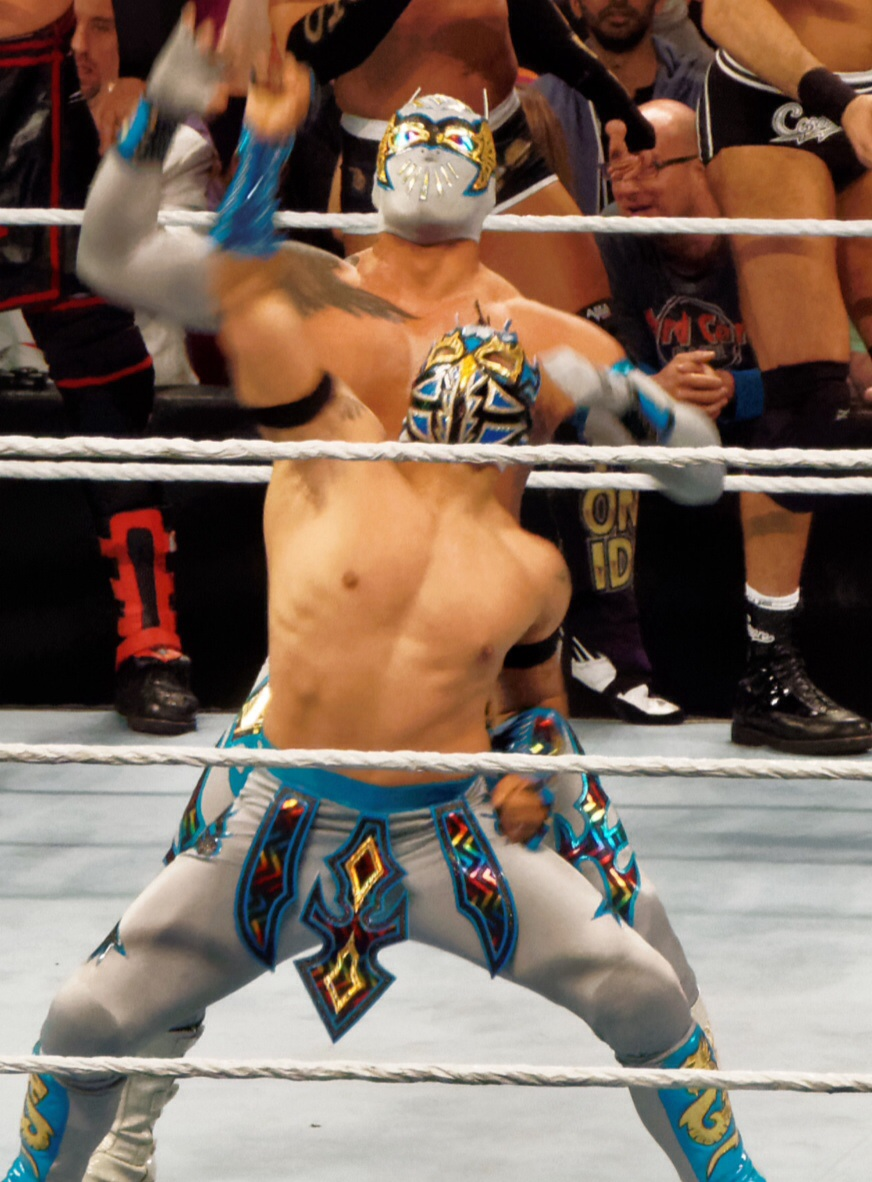
2015年、ルチャドラゴンズ

6月、タッグパートナーをシン・カラへと変更。7月10日、ボードビラインズ（エイデン・イングリッシュ & サイモン・ゴッチ）と対戦して勝利。8月より開始されたNXTタッグ王座挑戦権争奪トーナメントに出場し、決勝まで進出。9月4日、決勝戦にてボードビラインズと対戦。勝利して優勝を飾った。9月11日、Takeover Fatal 4 WayにてNXTタッグ王座を保持するジ・アセンションに挑戦して勝利。ベルトを奪取した。試合後にタッグネームをルチャドラゴンズ（The Lucha Dragons）にする事を発表。同月25日、ジ・アセンションとタッグ王座を懸けて再戦するが返り討ちにしてみせる。12月11日、Takeover R Evolutionではボードビラインズとタッグ王座戦を行い勝利し、王座を防衛した。
2015年1月28日、ダブステップ・カウボーイズ（ブレイク & マーフィー）を相手に防衛戦を行うが敗戦。王座から陥落。2月11日、Takeover Rivalにてリベンジマッチを行うが返り討ちにされた。

#### WWE
2015年2月21日、WWEに昇格。MainEventにてカーティス・アクセル & ヒース・スレイターと対戦して勝利した。以降、MainEventとSuperstarsで出場。3月30日、RAWにて登場し、ニュー・デイ（コフィ・キングストン & ビッグE）と組んでジ・アセンション & ブラス・リング・クラブ（セザーロ & タイソン・キッド）と対戦してビクターにサリーダ・デル・ソルを決めて勝利した。
2016年1月11日、RAWにてWWE US王座を保持するアルベルト・デル・リオに挑戦。終盤にサリーダ・デル・ソルを狙うが切り返されてカウンターのミドルキックを喰らい悶絶。ジャーマンスープレックスを仕掛けられようとしたところを切り返して丸め込んで3カウントを奪い勝利。ベルトを奪取した。同月14日、SmackDownにてデル・リオとWWE US王座戦を行い、終盤にロープにもたれていたところをストロークを避けて場外へ転落させる。すかさずスーサイド・ダイブを仕掛けるがデル・リオのセコンドであるキング・バレットのサポートにより避けられ誤爆するとリング内に放り込まれ、最後にクロスアーム・ブリーカーを決められ敗戦。ベルトを奪取された。同月24日、Royal Rumble 2016にて再びWWE US王座を保持するデル・リオに挑戦。終盤にコルバタでコーナーポストへ顔面をぶつけさせ、怯んだところへ最後にサリーダ・デル・ソルを決めて勝利。ベルトを奪還した。4月3日、Wrestle Mania 32 KickoffにてライバックとWWE US王座防衛戦を行う。序盤より力の差で圧倒的に攻められ劣勢となるが中盤にライバックのフィニッシャーであるシェルショックを切り返してDDTを決めて形勢を逆転するとキック系の技を中心に組み立てて攻め、終盤にキックを受け止められスパインバスターを喰らいピンチになり、パワーボムの体勢になったところを脱出すると突っ込んできたライバックの足に低空ドロップキックを決めてコーナーポストに誤爆させると最後にサリーダ・デル・ソルを決めて勝利。
2017年10月2日、RAWにてエンツォ・アモーレがリング上でクルーザー級のメンバーを挑発。そしてカート・アングルより新たなクルーザー級のレスラーとして呼ばれるとバックステージより登場。リングへと上がるとアモーレにサリーダ・デル・ソルを決めた。同月9日、WWEクルーザー級王座を保持するエンツォ・アモーレにランバージャックマッチで挑戦。アモーレにとって目の敵となっているクルーザー級のメンバーが囲み、場外戦を含め優位に立つ。終盤にジョードンゾーを喰らい窮地に陥るがムスタファ・アリのアシストを受けると最後にポスト上からサリータ・デル・ソルを決めて勝利。ベルトを奪取した。
2021年、WWEから解雇された。再びサムライ・デル・ソルと改名しAEWに参戦。
2023年1月3日、DDTプロレスリング後楽園ホールにサプライズ来場し参戦することが発表された。

## その他
- リングネームであるサムライ・デル・ソルの由来は幼少期に世界各国のプロレス番組を見ていたこともあり、日本語のサムライ（侍）とラテン語のソル（太陽）の掛け合わせをしている。また、侍日と刺繍したコスチュームを着用していた[12]。
- 入場時、及び試合中において観客を煽る際に両手を振り上げて"Lucha! Lucha! Lucha!"と連呼する。

## 得意技

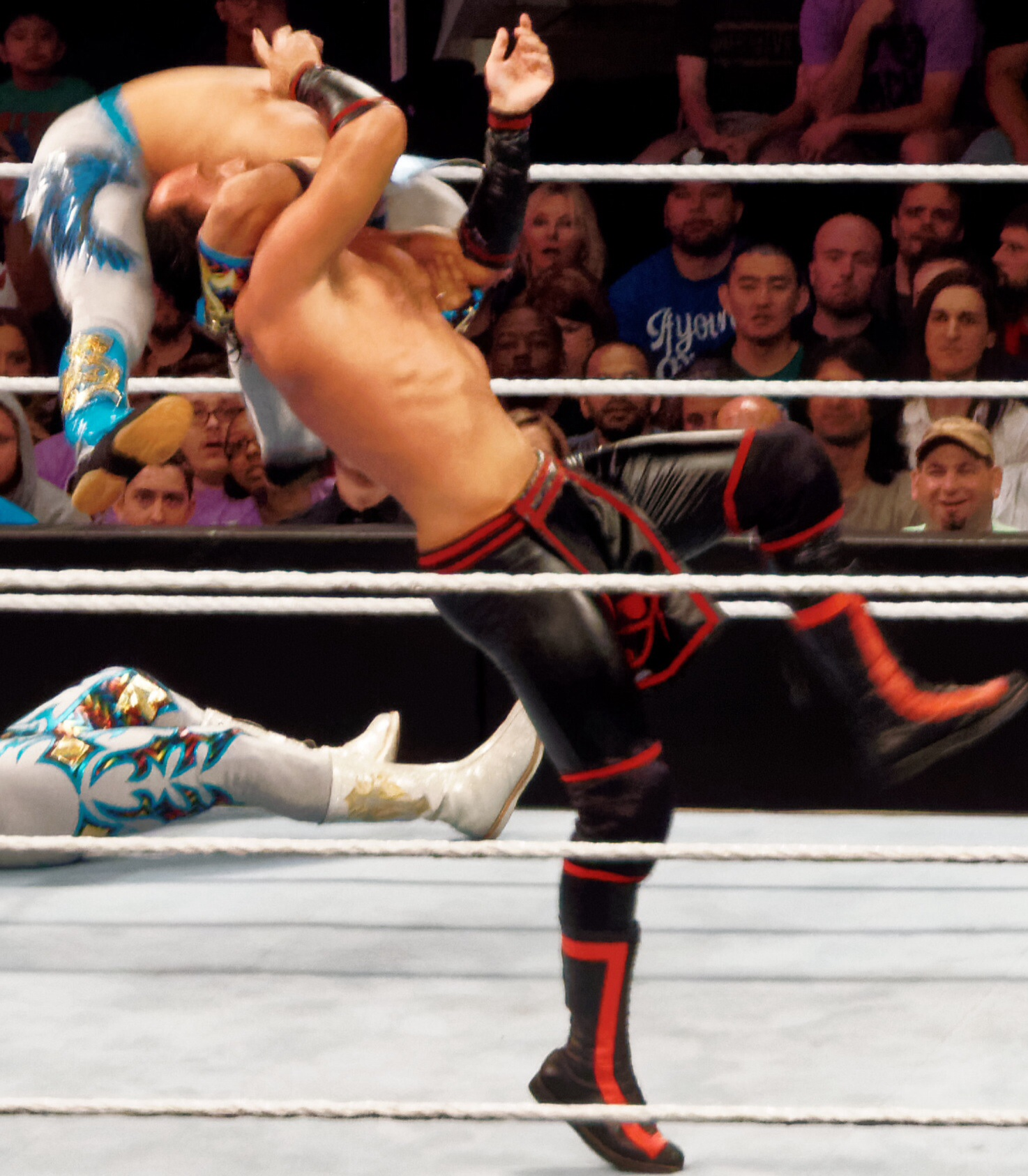
サリーダ・デル・ソル
フィニッシャー。スタンディングシットダウン式不知火。
インディー時代はHara-Kiriという名称で使用。
デル・ソル・ドライバー
ブリッジング・パッケージ・パワーボム。
飯伏幸太のオリジナル技フェニックス・プレックス・ホールドと同型。パワーボムの要領で頭上に持ち上げた相手の首を両手でクラッチし、そのまま後ろに反り投げながらブリッジをしてフォールを奪う。
ライジングサン
スプリングボード式リバース・フランケンシュタイナー。
リスト・キック
ハリケーン・ラナ・ドライバー
相手が膝立ちの状態のときに、ランニング・ハリケーン・ラナの要領で相手の顔面を叩きつける。
450°スプラッシュ
エプロンからスプリングボード式で仕掛けることもある。
ハリケーン・ラナ
スプリングボード・コークスクリュー・クロス・ボディ
スプリングボード・シーテッド・セントーン

## 入場曲
- Lucha Lucha
- The King Of The Sun - 現在使用中
- Fearless Warrior

## タイトル歴
WWE
- WWE US王座 : 2回
- WWEクルーザー級王座 : 1回
- NXTタッグ王座 : 1回

w / シン・カラ
GALLI
- GALLI王座 : 1回

その他

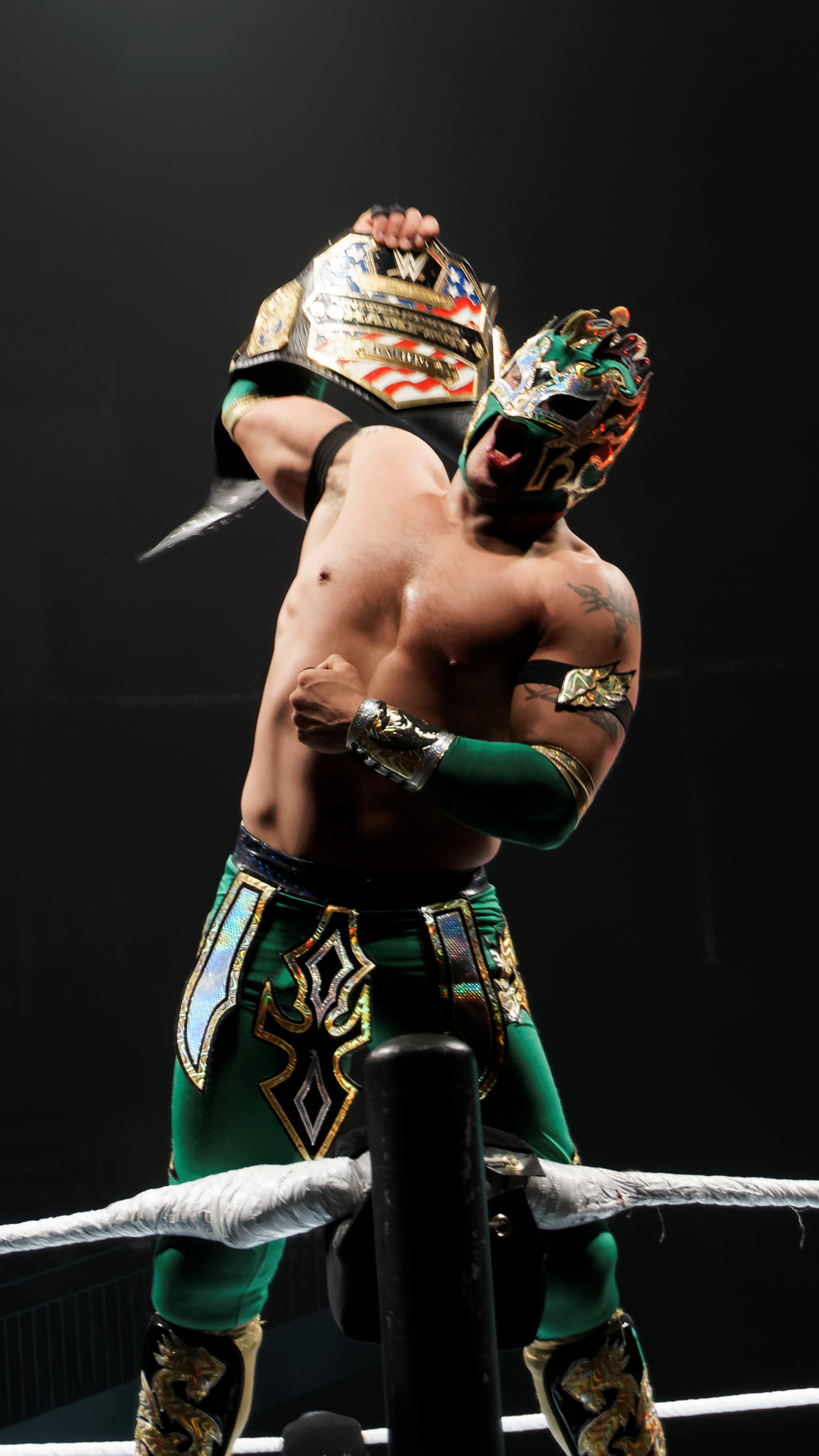
2016年、WWE US王者時代

- ジェフ・ピーターソンメモリアルカップ 優勝 : 1回（2012年）
- キング・オブ・フライト 優勝 : 1回 （2013年）